# Ayacucho prehispánico
El actual territorio de Ayacucho, en el Perú,  ha sido uno de los centros gestores de la cultura andina desde tiempos muy remotos. Los estudios realizados por el científico canadiense Richard MacNeish en las décadas de los años 1960 y años 1970 confirmaron la presencia del hombre en la región desde los tiempos del período paleolítico. En efecto, Mac Neish hizo reconocimientos en 360 sitios ayacuchanos, siendo los más importantes Piquimachay, Ayamachay, Rosasmachay y Puente. Se ocupó, fundamentalmente, de excavar dentro de abrigos rocosos, en los que halló estratos con rastros de presencia humana de muy remota antigüedad.

## Tiempos inicial
En la cueva de Piquimachay (a 25 km al norte de la actual ciudad de Ayacucho, a 2.740 m s. n. m.), refugio frecuentado por grupos humanos durante muchos siglos, en el estrato denominado Paccaicasa por MacNeish, este investigador encontró raspadores y puntas de proyectil asociados a restos óseos de animales prehistóricos, como el megaterio o perezoso gigante, el smilodon o tigre dientes de sable y la paleolama o camélido primitivo, entre otros, cuya extinción se estima que ocurrió hace 22.000 años. MacNeish (1971) dio al hombre andino ayacuchano una antigüedad excepcional, que motivó intensa polémica entre los científicos.
Diversos estudios críticos insistieron en la necesidad de disminuir la antigüedad asignada por MacNeish a Piquimachay. No se creía posible que hubiera instrumentos humanos de 22.000 años de antigüedad. Un examen radiocarbónico más exhaustivo de los restos óseos de animales arrojó 17.000 años de antigüedad, dando lugar a un discusión sobre la posible mayor longevidad de la megafauna prehistórica en América. A su vez, Thomas F. Lynch (1974) y John W. Rick (1983) pusieron en duda la coetaneidad entre los restos óseos y las herramientas líticas, considerando dichas piezas como resultado de la actividad volcánica sobre los distintos estratos.
No obstante, hay más consenso en que los instrumentos líticos hallados en el estrato inmediatamente superior al de Paccaicasa (la llamada “fase Ayacucho”, que MacNeish fijó del 13 000 al 11 000 a. C.), son de manufactura humana, habiéndose hallado también una mandíbula de un niño con los dientes incluidos, un radio, falanges y costillas, que serían los más antiguos restos humanos del Perú. Ello probaría, al igual que los restos humanos de Lauricocha (Huánuco) o las pinturas rupestres de Toquepala (Tacna), que la gestación de la cultura en los Andes fue desarrollándose desde su fase primordial, hace 15.000 años, por sus propios habitantes ancestrales, sin que mediase influencia exterior alguna.
Piquimachay también mostró que, en los Andes, el tránsito del empleo de la piedra tallada (paleolítico) a la piedra pulida (neolítico) no siguió los moldes euroasiáticos. El pulido pétreo no marcó el surgimiento de aldeas ni el descubrimiento de la agricultura; tampoco hubo una edad de los metales que definiera la formación de un sistema de poder político.
Entre los años 5.000 y 3.000 antes de nuestra era, el hombre andino empezó a experimentar con labores agrícolas sin dejar de vivir en cavernas y sin abandonar la caza y la recolección como principal forma de supervivencia. La piedra tallada se siguió empleando cuando ya se conocía la alfarería. Y entre los años 3.000 y 2.000 antes de nuestra era, sin llegar al pleno dominio de la piedra pulida ni al empleo del bronce –sin conocer la rueda ni el hacha filosa–, empezaron a formarse aldeas y se construyeron centros ceremoniales en los valles interandinos, en torno a una extendida producción agrícola basada en canalizaciones fluviales y en la domesticación de especies.
Por ejemplo, en Chihua, en el área de Huanta, hay restos de vida aldeana que datarían del 2.500 a. C. Sin un progreso demasiado notable en cuanto a sus herramientas, estos pobladores sedentarios cultivaban maíz, lúcuma y frijol, empleaban morteros de piedra para moler granos, se iniciaban en el tejido y la alfarería, y domesticaban cuyes y camélidos.

## Huarpa
En Ayacucho, como en muchas zonas andinas, la experimentación agrícola impuso una rígida organización de los grupos humanos. Se formaron señoríos que defendían celosamente su espacio territorial e imponían a sus miembros una severa disciplina. Sobre todo en Ayacucho, donde el 45% del territorio lo constituyen punas; el 18%, montes subtropicales; el 33% zona abrupta de cordillera, y solo el 4% corresponde a espacios cultivables; y donde el agua es escasa y hay nueve meses muy secos –de abril a diciembre–, la agricultura fue evolucionando en medio de una gran inseguridad y sin duda soportando grandes hambrunas.
Como asegura Federico Kauffmann Doig (2002), la necesidad de asegurar el sustento para una creciente población, en condiciones de "una extrema insuficiencia de suelos aptos para el cultivo" y "frecuentes catástrofes atmosféricas", fue "el acicate del esfuerzo civilizador".
Durante todo el trayecto de formación de las culturas regionales agrícolas (entre los años 1500 y 200 anteriores a nuestra era), Ayacucho fue la sede de expresiones originales, muchas de ellas todavía escasamente estudiadas. Hay testimonios del período formativo temprano en Wichqana, que algunos estudiosos relacionan con Kotosh/Wayrajirca (Huánuco) y con Waywaqa (Andahuaylas). De los siglos siguientes quedan remanentes de posible presencia chavín.
Luis Guillermo Lumbreras y otros estudiosos afirman que la primera gran expresión cultural unificadora del área de Ayacucho surgió hacia el siglo I de nuestra era y vivió su apogeo entre los siglos II y V. Se trataría de la cultura huarpa (o warpa), cuyo principal asentamiento urbano estuvo en Ñahuinpuquio, al sur de la actual ciudad de Ayacucho.
Los huarpas habrían ensanchado la frontera agrícola de la región mediante la construcción de andenes (Lagunillas), reservorios (Quicapata) y canales (Racaypampa). Se estima que hablaban la lengua aru. La fase de mayor desarrollo de los huarpas coincidió con una notoria presencia en la región de la costeña cultura nazca. Con excepción de un estilo cerámico muy temprano y elemental, no ha sido posible establecer todavía una cerámica característica ni una iconografía propia de los huarpas, que sean extremadamente ajenas a la influencia nazca. Es indudable que fueron los nazcas quienes introdujeron en la región la cerámica multicolor –incluida la adopción de la vasija globular con pico cónico doble, con asa puente y divergente–, la metalurgia y el arte textil.
Ya se trate de una influencia nazca basada en el intercambio o de una efectiva acción expansionista, resulta evidente el estrecho vínculo cultural entre iqueños y ayacuchanos, en esta etapa. Kauffmann Doig (2002), basándose en Mario Benavides Calle (1971) y Patricia Knobloch (1976), ubica a los huarpas como una expresión cultural lugareña plenamente asimilada a lo que sería "una modalidad tardía del estilo Nazca llegado a Ayacucho".
Sobre el destino final de los huarpas también hay mucho por investigar. Según Luis Guillermo Lumbreras (2000), "entre los siglos V y VI, Warpa se convirtió progresivamente en Wari". Federico Kauffmann Doig (2002), en cambio, asigna una importancia decisiva a la presencia en la región ayacuchana, hacia el año 600 de nuestra era, de la cultura tiahuanaco, del altiplano, cuya impronta estilística habría sido fundamental para el surgimiento de lo que conocemos como Huari o, de acuerdo con Kauffmann Doig, como Tiahuanaco-Huari.

## Wari

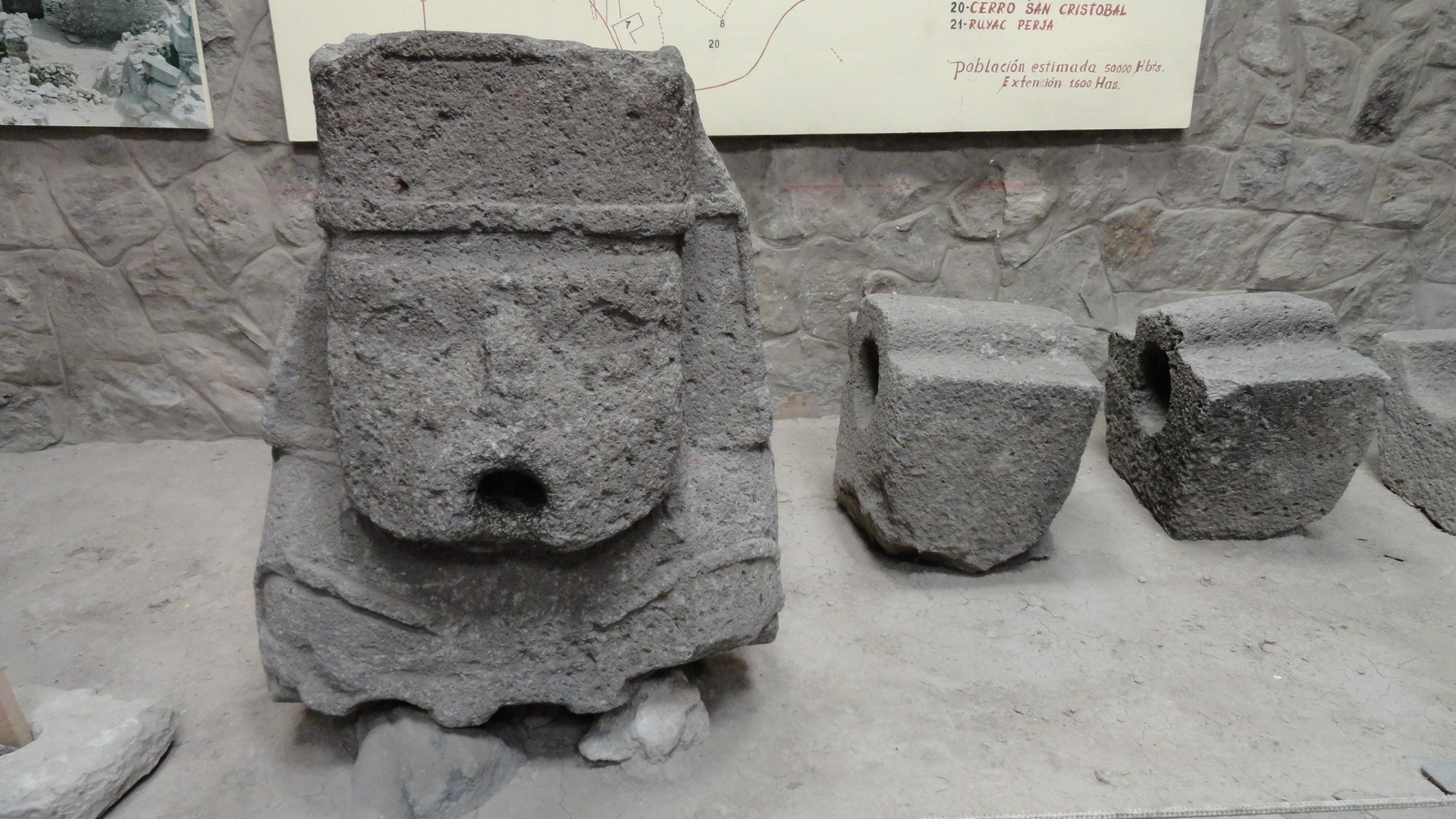
Monolito Wari.

La cultura wari (o Tiahuanaco-Huari) domina el horizonte cultural andino entre los siglos VII y XII de nuestra era. Su fase inicial muestra, además un estrecho contacto con la cultura nazca, la hegemonía religiosa y estilística de Tiahuanaco. Tuvo posiblemente como centro original el sitio de Conchopata; luego tuvo wari, junto al río Viñaque, como ciudad capital. Fue sin duda una cultura guerrera. En Conchopata, en 1942, el arqueólogo Julio C. Tello encontró grandes urnas de cerámica, de clara influencia Tiahuanaco, algunas de ellas destruidas a manera de ofrendas funerarias y otras –como ocurrió con excavaciones posteriores–-, que contenían restos de soldados, con sus armas y huellas de haber muerto en combate.
El imperio wari estuvo gobernado por sacerdotes guerreros que impusieron el culto a la deidad suprema de Tiahuanaco, la figura emblemática que aparece en la llamada "Portada del Sol", combinando rasgos humanos con atributos de felinos, reptiles y aves de rapiña. En su etapa de máxima expansión, impuso su autoridad por la sierra norte hasta Cajamarca, por la sierra sur hasta Sicuani, y por la costa entre Jequetepeque y Sihuas.
La Complejo Arqueológico Wari (llamada Viñaque por algunos cronistas), capital del imperio, se ubica a 25 km al noroeste de Ayacucho, cerca de las pampas de la Quinua, a 3.000 m s. n. m. Su área urbana pudo haber sido de 2000 hectáreas. Los restos que hoy se pueden visitar, cubren aproximadamente 300 hectáreas. Tuvo acueductos, plazas, calles y terrazas, edificios de hasta tres pisos y altas murallas que dividían barrios y los subdividían en grupos de habitáculos. Wari tuvo trece barrios, cada uno de ellos especializado en un oficio, y pudo albergar hasta 50.000 habitantes. El Gran Templo Huari tiene 10 hectáreas. Sus paredes de piedra tuvieron un revestimiento de color rojo y blanco Tiene galerías subterráneas donde fueron hallados cadáveres decapitados.
El patrón arquitectónico establecido en la portentosa ciudad de Wari fue reproducido en las ciudades huaris de Piquillacta (Cusco), Huilcahuaín y Oncopampa (Ancash), Huarihuillca (Junín), Cajamarquilla (Lima) y Pachacámac (Lima). Las tradiciones recogidas por los cronistas de la conquista no han permitido establecer si los huaris erigieron efectivamente un sistema imperial o si se trataba de una confederación de soberanos regionales.
Ayacucho debe al imperio wari su mayor esplendor artesanal del período prehispánico. Entonces desde Ayacucho se difundió el uso del carmín, colorante proveniente de la cochinilla, que al parecer no podía obtenerse en otro lugar hasta muy avanzada la época del incario. Recíprocamente, Ayacucho obtuvo en esta fase algodón, que sería procedente de Chincha; lapislázuli, originario de Moquegua y madera fina apurimeña.
Ante el debilitamiento del Imperio Wari, surgieron varias sociedades locales que fueron adquiriendo poder, entre ellas principalmente los Pocras, Chancas, Willcas, Uramarcas, Atunsullas, Andamarca, Angaraes, Quinuallas y otros grupos indígenas regionales que se fueron agrupando en lo que se conoció como la  cultura Chanka que rivalizó con los Incas, llegando a ocupar Cusco, siendo vencidos por estos durante el gobierno de Pachacútec en el siglo XV.

## Pocra
Hacia 1100 de nuestra era, el imperio huari entró en franca decadencia. Aparecieron en Ayacucho nuevas etnias disputando territorios, como los yaros y los chancas, imponiéndose finalmente estos últimos.
Otro pueblo, los llamados pocras (pocoras o pacoras), serían los herederos directos de los huaris. Los pocras ocuparon los actuales territorios de las provincias de Huamanga y Vilcashuamán; en esta última eran conocidos como guaynacóndores. Según el Inca Garcilaso de la Vega, la capital de los pocras era Huamanga.
Los pocras eran diestros ceramistas, tallaban vasos de madera y ejercían el arte de la platería. Se aliaron con los chancas y los angaras durante la guerra contra los incas del Cusco.
El cronista español Pedro Cieza de León resalta el carácter indomable de los pocras, que los llevó a resistir tenazmente la conquista inca. A tal punto fue su rebeldía, que los incas procedieron a trasladarlos a regiones lejanas (mitimaes), de modo que, a la llegada de los españoles, la mayoría de los pocras eran forasteros esparcidos por diversos lugares del Tahuantinsuyo.

## Chanka
Los chankas, originarios de Huancavelica según el cronista Pedro Cieza de León (1553), luego de asentarse y desarrollarse como cultura regional en el área de Andahuaylas (en el actual departamento de Apurímac), iniciaron su expansión hacia el siglo XIII, llegando a dominar los actuales departamentos de Ayacucho, Huancavelica y Apurímac entre los años 1250 y 1438, como aseguran E. González Carré (1982) y Lorenzo Huertas (1983). Difundieron en Ayacucho el idioma puquina y desarrollaron una sociedad fuertemente militarizada.
Los chankas son célebres en la historia prehispánica, no solo por haberse resistido a la dominación inca, sino por haberla desafiado hasta llegar a sitiar el Cusco en 1438, conducidos por el mítico cacique Anccu Huálloc. Tras una prolongada guerra contra los incas en tiempos del Inca Pachacútec, la Nación Chanka quedó desorganizada, y muchos de ellos fueron desplazados y esclavizados (Mitimaes). Algunos, para no verse reducidos a la condición de vasallos del Inca, abandonaron sus fortalezas y poblados y migraron en gran número hacia el curso superior del río Urubamba fundando lo que hoy es Lamas. Otros, a cambio de liberarse de la opresión de los Incas, se aliaron a los españoles junto a las Naciones Huanca, Cañari y Chachapoyas. Tras la victoria final, pudieron recuperar sus tierras y su libertad. Hoy, sus descendientes son en su mayoría mestizos y viven entre Ayacucho y Apurímac.

## Inca

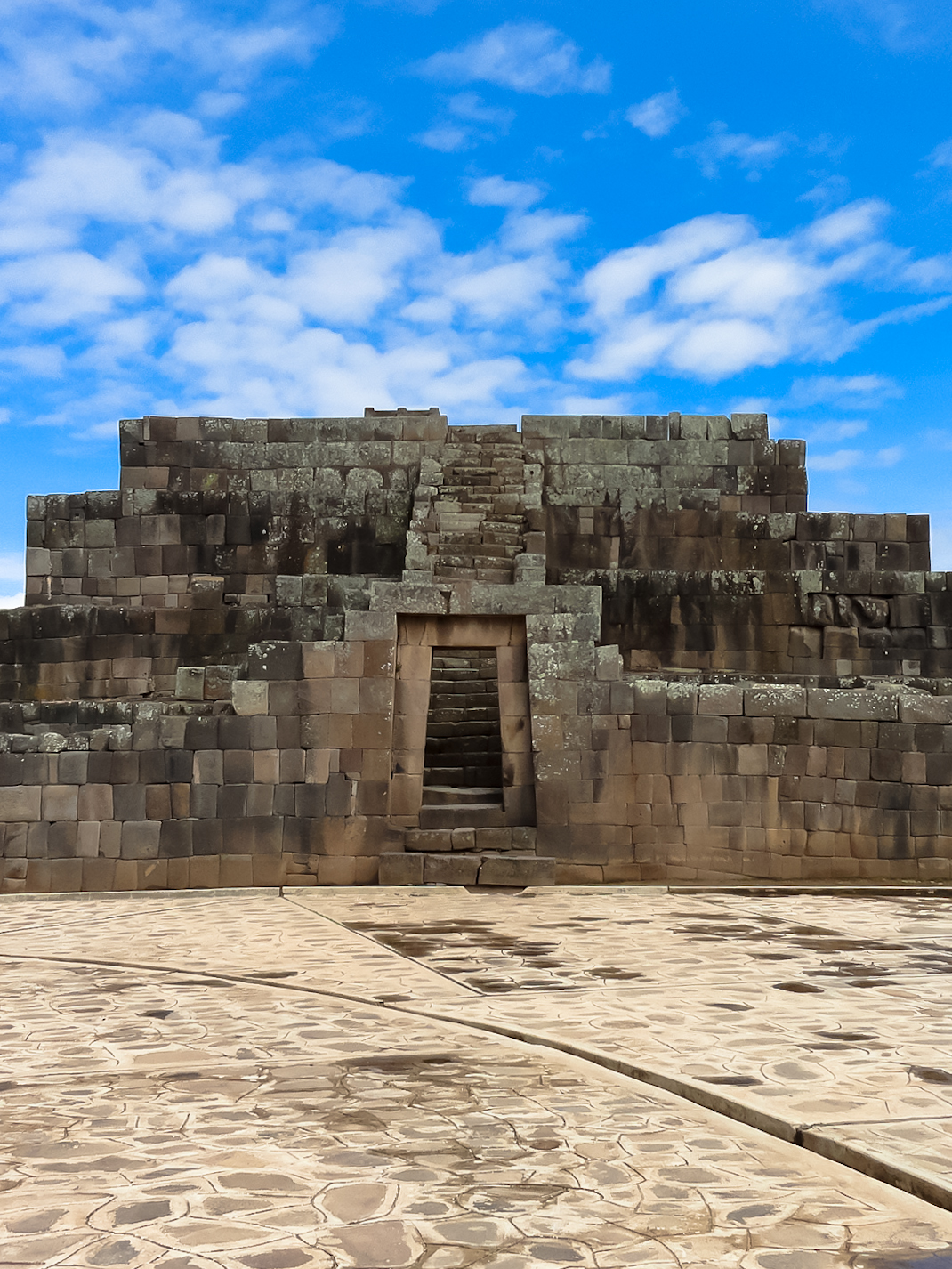
Ushnu o Pirámide Ceremonial Inca, Vilcashuamán.

El fin de la guerra entre incas y chancas permitió una pronta ocupación de la región de Ayacucho por los soberanos cusqueños. 
Una leyenda indígena nos cuenta el origen del nombre de Huamanga o Huamanca, que significaría “hártate halcón”. Esta frase se dice que fue pronunciada por el Inca Viracocha cuando alimentó a un halcón en aquel sitio, durante una de sus expediciones de conquista. Sin embargo, lo más probable es que la conquista inca se produjera en tiempos de Pachacútec.
Otras crónicas relatan que, tras ser sometidos por los incas, los pocras encabezaron una gigantesca sublevación, que fue reprimida severamente por el Inca Pachacútec, huyendo gran parte de ellos a las selvas de Tarma, mientras que los que quedaron en sus pueblos fueron exterminados en medio de una gigantesca matanza. A tal punto fue la carnicería que el sitio de la masacre  fue conocido desde entonces como Ayacucho, es decir, “el rincón de los muertos”.
El principal conjunto arquitectónico incaico que se conserva en la región Ayacucho es Vilcashuamán (3.580 m s. n. m.), sobre la margen derecha del río Vischongo. Sus edificaciones ceremoniales, como el Templo del Sol, el acllahuasi y el ushnu, están consideradas entre las más importantes realizadas fuera del Cusco. Se atribuye su construcción al Inca Túpac Yupanqui.